# Nightwalker
Nightwalker (真夜中の探偵 Naito Uōkā Mayonaka no Tantei?) es una serie anime de televisión de 1998 basado en el videojuego eroge Mayonaka no Tantei Night Walker (真夜中の探偵), desarrollado por TomBoy. La historia combina elementos de vampiros, horror y detectives.
El anime fue producido y animado por el estudio AIC y se emitió en Japón entre julio y octubre de 1998.
El personaje principal es Shido, un vampiro que ha decidido proteger a los humanos. Detective privado de día y un cazador de demonios por la noche. Shido junto a sus compañeras Riho Yamazaki, Yayoi Matsunaga y Guni, resuelve casos de asesinatos causados por los nightbreeds (monstruos de baja clase).

## Historia
En el mundo de Nightwalker, los ataques de los nightbreeds (ナイトブリード) o raza nocturna, demonios menores que poseen a los humanos y se alimentan de sus almas, son relativamente comunes. Como grupo, los nightbreeds (o simplemente breeds) son usualmente auto-serviles y de baja inteligencia, tienen la capacidad de poseer el cuerpo humano para cometer crímenes. Los crímenes cometidos por los breeds son difíciles de identificar y para ello, una agencia especial conocida como N.O.S. ha sido creada para investigar y resolver dichos crímenes.

## Juegos
La fuente de inspiración para el anime proviene del juego Mayonaka no Tantei Night Walker, un juego eroge (juego erótico) de 16 bits en color lanzado en 1993. Nightwalker es un juego de aventuras que se enfoca entre la interacción de los personajes y resolución de problemas. Mientras que los personajes del juego tienen los mismos nombres y una apariencia similar al anime, sus personalidades son sencillas y menos trágicas (todos tienen familiares vivos). De todas formas, el juego maneja menos seriedad que el anime y Shido (con ayuda de Guni) son la fuente del humor.
En el 2001 la compañía Arieroof relanzó el juego para Windows 2000 bajo el título Night Walker, esta versión usa las mismas gráficas que el juego original, a excepción de las gráficas de 256 colores. Los personajes se rediseñaron y son más parecidos al anime; el cabello de Shido es púrpura, el cuerpo de Guni es verde, pero el cabello de Yayoi extrañamente es rosa.

### Personajes
- Tatsuhiko Shidō

Vampiro en cuarta parte (uno de sus abuelos fue un vampiro, y el resto de su familia es de ascendencia japonesa), él es guardián del pasadizo entre el mundo humano y el mundo de los demonios, pero vive como humano. En el día trabaja como investigador privado y colabora con la policía de Kanagawa. A través de esta conexión, se enteró de que una chica fue víctima de los breed en la Academia para mujeres St. Michael y va a investigar. Esta complacido de ir ya que es un poco pervertido, y tomara su tiempo para ligarse a las chicas.
Los poderes vampirezcos de Shido se limitan a la superfuerza humana, agilidad, y la habilidad de extendeter sus uñas como navajas. Esto es en parte a que no es totalmente un vampiro, además nunca ha bebido sangre humana. Si llegase a beber sangre sus poderes se incrementaría al de un verdadero vampiro. En el juego se ve cómo él pudo obtener la habilidad para usar su sangre formando la espada vista en el anime.
- Riho Yamazaki

Una estudiante de St. Michael, ella compartía el cuarto con Miyako, la chica asesinada por los nightbreed. (No forma una pareja sexual con Shido). Normalmente es alegre y energética, Riho esta conmocionada y depresiva por la muerte de su amiga. Cuando Shido viene a ayudarla ella le ruega que vengue a su amiga y Shido ayuda a desenmarañar la conspiración del asesinato. Shido bebe la sangre de Riho al final del juego, ella no se convierte en una vampira, pero tampoco es totalmente humana.
Originalmente, Nightwalker fue planeado para tener a Rihoko Ayukawa, una personaje de un juego de TomBoy llamado Bishōjo Audition que sería la heroína, conforme el proyecto avanzó, Rihoko se convirtió en Riho.
- Yayoi Matsunaga

Ella es detective de la Policía de Kanagawa (la N.O.S. no existe en el juego). Está frustrada con su carrera y su amor, tiene tendencia al mal humor. Yayoi proviene de una familia de policías, y su padre es el jefe de la policía de Yokohama, quien trabaja con Shido en los casos de vampirismo. Yayoi no le gusta tener el mismo rol. Ella y Shido se conocían antes de los eventos del juego, pero la relación es muy aparte. Ahora ella pasa la mayor parte de su tiempo discutiendo, y Shido "la provoca". Pero hay algo más entre ellos...
El diseñador de los personajes del juego Ryuichi Makino, insiste que el cabello de Yayoi debe ser rojo.
- Guni

Un espíritu terrestre que habita en el oído de Shido. (Guni se escapa de la oreja de Shido a diferencia del anime que es en el cabello). Guni tiene apariciencia femenina (y la tratan como "ella"), es un ser asexuado. Guni no le hace caso a Shido, pero a ella cuida a Shido. Ella dice saberlo todo, pero tiende a pronunciar mal al hablar cuando trata de explicar algo.
La apariencia de Guni es muy similar al anime, pero el color es diferente.

## Anime
Una adaptación a anime fue realizada en base al juego. Inicialmente estaba previsto para ser lanzada como una serie de OVAs, pero a partir del episodio 5 en adelante, comenzó a producirse para su emisión en TV, con una agenda ajustada y cambiando drásticamente el personal.
Los primeros 4 episodios cuentan con dirección de Yutaka Kagawa, diseño de personajes de Miho Shimogasa y dirección de arte por Hitoshi Nagao. Desde el episodio 5 en adelante, la dirección pasó a Kiyotoshi Sasano, el diseño de personajes a Satoshi Isono y la dirección de arte a Shigemi Ikeda. Como consecuencia, se ven grandes cambios tanto en la animación de la serie como en el ritmo y desarrollo de los episodios. El diseño de personajes sufre algunos cambios, el más notable es el color de cabello de Yayoi, que pasa de ser rojo a azul.
Los 12 episodios se emitieron por TV Tokyo desde el 8 de julio de 1998 al 23 de septiembre del mismo año. El canal Locomotion adquirió la serie mediante un acuerdo con Mitsubishi, transmitiendola para Latinoamérica y su señal de Iberia, en idioma original y subtítulos.

### Personajes Principales
Tatsuhiko Shido (紫藤龍彦)
El personaje principal, es propietario de su oficina de detective en la ciudad de Yokohama en la prefectura de Kanagawa. Él es vampiro, y sus poderes incluyen tremenda fuerza y agilidad, y la habilidad de manipular su sangre para formar armas (frecuentemente una espada, látigo o proyectiles) Shido aparentemente tiene una personalidad voluble, pero actualmente es serio y dedicado, se culpa a sí mismo cuando algo sale mal. Tiende a coquetear, particularmente en los primeros episodios, pero a pesar de sus bromas sugestivas, es muy escrupuloso para tomar ventaja de las mujeres.
Hace cientos de años atrás, Shido fue convertido en vampiro por Cain. Como resultado la mayor parte de su memoria se ha perdido. Él convirtió a su joven hermana/hijastra en vampira, pero como ella no quiso vivir eternamente, se suicidó arrojando a una ventana, incinerándose con los rayos del sol. Es posiblemente en ese punto de su vida, cuando él decido no estar dispuesto a aceptar sangre de humanos.
- Matsunaga Yayoi (松永弥生)

Una agente de la N.O.S, Yayoi Matsunaga frecuentemente solicita la ayuda de Shido en los casos de nightbreed. Como devolución, ella paga a Shido con su sangre a cambio de su experiencia investigando los nightbredds. Normalmente la mordida de un vampiro a un humano se convertiría en vampiro, pero Yayoi tiene una inmunidad especial para esos efectos. Desde que la relación de Yayoi con Shido va más allá de una relación estrictamente personal, ella con mucho gusto le "da de comer a Shido" cuando él lo necesite.
Originalmente, Yayoi fue horriblemente desfigurada en un incendio cuando ella tenía 5 años, mientras su hermana gemela Kasumi salió ilesa. La buena fortuna de Kasumi terminó debido a que un nightbreed la posesionó. Kasumi murió mientras intentaba exorcizar al breed, pero no antes de usar el último poder del breed, para darle su alma -y su rostro- a Yayoi. Yayoi se volvió inmune a las mordidas de vampiros gracias a la presencia del alma de Kasumi.
- Yamazaki Riho (山崎理保)

Una chica huérfana quienes sus padres fueron asesinados por breed. Shido la "adoptó". Trabaja como secretaría de Shido, con la esperanza de que algún día él le muestre su afecto, e ignora su secreto hasta que ella intenta ayudarlo en un caso el cual está involucrado el nightbreed Gimel. Aun cuando supo que Shido era un vampiro, ella decidió estar con él, además de soportar los insultos de Guni.
Después, durante el "Dorado Amanecer", Cain lastima a Riho severamente y la deja sangrar hasta morir. Riho le pide a Shido que beba sus sangre, sabiendo que ella se convertiría en vampiro, particularmente porque ella no quiere morir, pero secretamente desea estar con él para siempre. De mala gana, Shido acepta su petición, y como resultado ella se vuelve vampiro. Un vampiro como Riho no es tan fuerte como Shido, pero también ella lucha para reconocer su humanidad y sus nuevos poderes. Yayoi la alimenta también.
- Guni(グニ)

Una pequeña hada verde, de "aspecto urbano", quien siempre está alrededor de Shido, normalmente se esconde detrás de la melena del cabello. Su relación con Shido es como la de un espíritu familiar, pero ella solo lo ayuda si siente que Shido la quiere. Frecuentemente irrita a los demás, especialmente a Riho con comentarios cortantes. De todas formas, ella también ofrece consejos respetables y está concentrada siempre cuando el equipo investiga casos.
Guni tiene poderes. Ella puede proyectar descargar eléctrica de sus manos. Aunque son demasiado pequeños como para dañar a los enemigos. Según ella también tiene la habilidad de cambiar de forma, pero este poder nunca ha sido mostrado en la serie.
- Cain (カイン)

Un poderoso vampiro mucho más viejo que Shido. Él convirtió a Shido en vampiro antes de los eventos del anime, y por un tiempo vivieron felices juntos. Cain dice que ambos han vivido en Transilvania, probablemente matando a otros para satisfacer su sed de sangre.
Shido eventualmente se rebela contra Cain, su estilo de vida hedonista y el sentido de la superioridad de los vampiros y lo deja. De todas formas, Cain aún siente afecto por Shido, y será capaz de cualquier cosa para traerlo de vuelta. Cain conoció a Shido mucho antes de los eventos de narrados en el anime.

### Personajes Secundarios
- Tsukimura Yukie (月村雪恵)

Aparece en el episodio 2. Yukie Tsukimura es una actriz quien invoco al nightbreed Mariel para que le ayude en su carrera. En cambio por un gran talento. Mariel demanda que Yuki la alimente con carne humana, De todas formas Mariel la deja en favor de su suplente, Yoko Asahina, Yukie se suicida.
- Asahina Yōko (朝比奈陽子)

Aparece en el episodio 2. Originalmente era la suplente de Yukie Tsukimura, Yoko averigua que Yukie esta posesionada por el nightbreed Mariel, quien forza aYukie a comer carne humana para satisfacer su apetito. Yoko le ofrece a Mariel que la posesione, quien acepta la petición. Yokko de repente llega a tener el éxito como resultado, pero ella no está preparada para los términos del trato con Mariel.
- Otsuka Megumi (大塚恵))

Aparece en el episodio 3 y 4. Megumi Otsuka está comprometida con el detective policía Ryuichi Taki, pero él queda atrapado en la línea de fuego y muere en el cumplimiento de su deber, su cuerpo es posesionado por un breed., Megumi suplica a Shido que lo encuentre, ella aún tiene fe en Ryuichi, y precipitadamenten lo protege de los disparos de Shido y Yayoi( el cual ella se deja caer cuando Taki atacta). Cain ayuda a Megumi y Ryuichi a escapar, aunque despuedes Ryuihci es destruido por Shido.
Poco tiempo después, Megumi anuncia que está embarazada y que tendrá un niño de Ryuichi. Temiendo que el niño es un híbrido humano/breed (un evento al que Cain llama "El Dorado Amanecer", la N.O.S. arresta a Megumi, pero Shido la rescata poco tiempo después. Afortunadamente, el niño parece ser completamente humano.
- Shunichi( 俊一)

Aparece en el episodio 5. Shunichi es un viejo amigo de Riho de la Secundaria. Él, Riho, y su amiga Mikako fueron miembros del club de filmación de la escuela poco antes de que Riho se convirtiera en vampiro. Él es muy dulce, pero cae en depresión cuando nota que la personalidad de Riho cambia y se ausenta de la escuela. Sospechando que Riho es adicta a las drogas, él intenta buscar la forma de recuperarla de su estado. Pero cuando descubre que Riho es una vampira, en vano intenta persuadirla para seguir filmándola como antes, pero ella por su nueva condición se rehúsa, marchándose junto a Shido.
- Asami Akeba

Aparece en el episodio 8. Maestra de jardín de niños, Asami Akeba deja su trabajo después del escándalo que lo incolucraba con uno de los padres de sus alumnos. El padre de la esposa ganó una considerable liquidación en el divorcio, así que Asami se puso de acuerdo con su madre Miharu y su hermano Koichi en tratar de asesinar a su abuelo Shuzo Akeba (quien tiene problemas cardiacos) para quedarse con la herencia. El plan consiste en que Asami salió a pasear con su abuelo en su automóvil, en el camino Asami acelera lo que inquienta al abuelo, y por poco chocan con un tráiler, el abuelo muere del susto, y así el plan salió a la perfección, van a un restaurante a celebrar el triunfo, al regresa al auto ven que el cuerpo del abuelo desapareció, por lo que creen que está vivo y los desheredera, poco después Asami ve al abuelo en el distrito de Ginza, al perseguirlo lo pierde y choca contra Shido y le rompe unos platos, disculpándose le entrega una tarjeta de presentación para pagarle el daño, Asami sintiéndose culpable contrata a Shido para que lo busque, Shido encuentra al abuelo que está posesionado por un breed, Miharu y Koichi lo buscan e intentan detenerlo, al final Shido mata al Breed y Asami llorando pide disculpas a su fallecido abuelo.
- Koichi Akeba

Es el hermano mayor de Asami Akeba y aparece en el episodio 8. Él es dueño de una compañía de teatro pero sus obra son su fracaso debido a sus extravagancias. Su abuelo rehuza darle el dinero para mantener su compañía a flote, se pone de acuerdo con su madre y Asami para obtener la herencia. Él vio a Asami cuando perseguía al abuelo en el distrito de Ginza, al final él y su madre tratan de matar al abuelo atropellandoló, pero no saben que está posesionado por un breed.
- Matsunaga Kasumi (松永香寿美)}}

Aparece en el episodio 9. Es la hermana gemela de Yayoi Matsunaga, Kasumi fue posesionada por un breed cuando tenía 6 años, después sus padres fueron muertos por el mismo fuego wur desfiguró a Yayoi. En cambio por salvar a Yayoi, el breed forzó a Kazumi a matar mujeres para tomar sus rostros y exhibirlos en una habitación oculta en la propia posada de las dos hermanas
- Riho Oscura

Aparece en el episodio 12. Esta versión de Riho es el sueño creado por Cain para atormentar a Shido. En la pesadilla, Shido mata a los padres de Riho, quienes resucitaron como breeds, contra la protesta de Riho. Desilusionada con Shido, Riho abandona a Shido y sus ideales, convirtiéndose en una vampira asesina quien apresa a los humano. La pesadilla termina cuando Riho mata a Guni y Yayoi antes de que Shido la destruya.
De todas formas, el plan de Cain fracasa. Ahora Shido ve a Riho con nuevos ojos y ambos se convierten en amantes.

### Nightbreeds
- Gimel (ギメル)

Un nightbreed que aparece en el episodio 1, "El hombre que viene de la oscuridad". Busca un cuerpo humano como huésped. Posee a la gente por la fuerza, en particular aquellos heridos por graves accidentes de tráfico.
- Mariel (マリエル)

Aparece en el episodio 2, "Requisitos para ser una estrella". Este se considera a sí mismo como una "patrona de las artes". Da grandes talentos a las personas que posee pero a cambio de carne humana.
- Bait (ベイト)

Aparece en el episodio 6, "En el fondo del pozo". Este posesiona el cuerpo de Koji Ozaki, un hombre asalariado, pronto antes de que Shido empieza a perseguirlo. Toma el cuerpo de una pequeña niña, el cual Shido intenta protegerla de él mismo, junto con la niña y el breed caen a un pozo. Ninguno de los dos tiene la fuerza suficiente para escapar, y Bait trata de persuadir a Shido para que abandone sus ideales y beba la sangre de la niña. A pesar de estar lastimado, Shido es capaz de rescatar a la niña del pozo, mientras Bait es destruido por Yayoi, quien tiene inquitantes noticias, descubrió que la niña ha estado perdida por más de 30 años. La niña es una vampira, que se divirtió con Shido y desapece en la noche.
- Shinji

Aparece en el episodio 7, "La Madre y el hijo". El niño está posesionado por un breed de baja clase. El niño murió y el breed toma su cuerpo. Su madre de todas formas, cree que Shiji se recuperará y aún protege a su hijo. Este breed se caracteriza por comer carne de animales. Aunque no es poderoso, es muy desagradable. Los breed de baja clase recompensan su falta de poder por la explotación de los deseos y debilidades humanas con amor y lealtad.
- Ángel (天使) Tenshi

Un nightbreed que aparece en el episodio 10, "Lágrima de Ángel". Aunque tiene la aparicencia de un joven guapo, su verdadero aspecto es horrible. Frecuentemente apresa y aprecia mucho a sus víctimas.

## Capítulos del juego
| Etiqueta             | Japonés      | Rōmaji            | Traducción                            | Resumen |
| -------------------- | ------------ | ----------------- | ------------------------------------- | --- |
| Primera Noche        | 闇を来る者   | Yami wo kuru mono | “El hombre que viene de la oscuridad” | |
| Segunda Noche        | 女優の条件   | Joyū no jōken     | “Requisitos para ser una estrella”    | |
| Tercera Noche        | 逃げる男     | Nigeru otoko      | “El hombre de la persecución”         | |
| Cuarta Noche         | 黄金の夜明け | Ōgon no yoake     | “El dorado amanecer”                  | Mientras Shido y Yayoi investigan un caso ligado a un Breed, Riho se entera de que Megumi está esperando un hijo de Ryuichi el cual fue poseído por un Breed. Mientras que Shido y Yayoi tratan de resolver el problema, un vampiro de nombre Cain que conoce a Shido trata de persuadirlo de regresar con él cuando asesinaban a personas para drenar su sangre, pero éste se niega a lo cual Cain secuestra a Riho y para forzar a Shido, éste la hiere mortalmente a lo que ambos vampiros se enfrentan por toda la ciudad hasta que finalmente Shido lo derrota y lo mata. Sin embargo Riho estaba muy gravemente herida por lo que para salvarla Shido a regañadientes la convierte en un vampiro. |
| Quinta Noche         | 死者の薬     | Shisha no kusuri  | “La medicina de la muerte”            | |
| Sexta Noche          | 井戸の底     | Ido no soko       | “En el fondo del pozo”                | |
| Séptima Noche        | 母と息子     | Haha to musuko    | “La madre y el hijo”                  | |
| Octava Noche         | 夜歩く者     | Ya aruku mono     | “El caminante de la noche”            | |
| Novena Noche         | 他人の顔     | Tanin no kao      | “Las caras de los otros”              | |
| Décima Noche         | 天使の涙     | Tenshi no namida  | “Lágrimas de un ángel”                | |
| Décima primera Noche | 森の魔女     | Mori no majo      | “El demonio de la selva”              | |
| Décima segunda Noche | 永遠の闇     | Eien no yami      | “Oscuridad eterna"                    | Shido tiene una pesadilla en la cual, los cadáveres de los padres de Riho son poseídos por Breeds. Shido los destruye pero inexplicablemente las criaturas llaman a Riho por su nombre para su espanto mientras ella lo observa todo. Devastada por la escena, Riho abandona a Shido y poco tiempo después, Yayoi informa a Shido de un nuevo caso de asesinato en el que a la víctima le drenaron su sangre por completo. Shido, Yayoi y Guni concluyen que fue obra de Riho quien ha aceptado su condición de vampira y ha comenzado a asesinar gente. Shido y Yayoi la siguen hasta un barco donde finalmente, Shido ve cómo Yayoi y Guni son asesinadas por Riho. Con mucho pesar, Shido mata a Riho siendo este el final de su pesadilla. Descubren luego que fue culpa de Caín quien lanzó una ilusión a la mente de Shido. |

## Voces

### Personajes Principales
Tatsuhiko Shido - Takumi Yamazaki (Japonés), Richard Cansino, (acreditado como Vincent Hatcher) (Inglés)
Yayoi Matsunaga - Emi Shinohara (Japonés), Mari Devon, (acreditado como Jane Alan) (Inglés)
Riho Yamazaki - Maaya Sakamoto (Japonés), Dorothy Elias-Fahn, (acreditado como Dorothy Melendrez) (Inglés)
Guni - Ikue Otani (Japonés), Sandy Fox (Inglés)
Cain - Hideyuki Tanaka (Japonés), Lex Lang (Inglés)

### Personajes Secundarios
Yukie Tsukimura - Yuko Kobayashi (Japonés), Sonja S. Fox Inglés
Yoko Asahina - Takako Kikuchi (Japonés), Wendee Lee Inglés
Megumi Otsuka - Maya Okamoto (Japonés), Ellen Wilkinson Inglés
Shunichi - Akira Ishida (Japonés), Lex Lang Inglés
Bait - Toshihiko Seki (Japonés), David Mallow Inglés
Shinji - Mari Devon, acreditado como Jane Alan (Inglés)
Kasumi Matsunaga - Emi Shinohara (Japonés), Mari Devon, acreditado como Jane Alan (Inglés)
Witch - Matsuko Katsuki (Japonés), Mary Elizabeth McGlynn (Inglés)

## Música
La banda sonora de la serie estuvo a cargo de Akifumi Tada. Fue editada en un disco lanzado el 14 de octubre de 1998 en Japón.
- Opening:

Gessekai (月世界Gessekai?) por BUCK-TICK.
Gessekai no fue escrito específicamente para Nightwalker, sino que fue seleccionado del grupo BUCK-TICK por ser el tema apropiado para el anime.
- Ending:

Mirai Kōro (未来航路Mirai Kōro?) por La'cryma Christi.

### Español
- Mangaml.com

### Inglés
- Absolute Anime.com - Nightwalker listing
- Nightwalker Midnight Detective (fan site)
- Animetric - Nightwalker (review) Archivado el 13 de junio de 2006 en Wayback Machine.
- The Kinder Side of Vampirism (synopsis)

- Datos: Q4386921